# Kevin Yoder
Kevin Wayne Yoder, né le 8 janvier 1976 à Hutchinson (Kansas), est un homme politique américain, élu républicain du Kansas à la Chambre des représentants des États-Unis de 2011 à 2019.

## Biographie

### Carrière professionnelle et débuts en politique
Originaire de Hutchinson, dans le comté de Reno, Kevin Yoder fait des études de droit à l'université du Kansas d'où il sort diplômé en 2002. Il devient alors avocat.
Il est élu à la Chambre des représentants du Kansas à partir de 2002. Il y représente Overland Park. À la Chambre, il dirige l'Appropriations Committee et propose notamment des baisser les dépenses sans augmenter les impôts, alors que la loi du Kansas exige un budget en équilibre.

### Représentant des États-Unis
En 2010, il se présente à la Chambre des représentants des États-Unis dans le 3e district du Kansas. Le district, qui a voté pour Barack Obama en 2008, comprend les comtés de Johnson et Wyandotte ainsi qu'une partie du comté de Douglas. Avec 44 % des suffrages, Yoder remporte la primaire républicaine face à huit autres candidats. Lors de l'élection générale, il affronte Stephene Moore, femme du représentant démocrate sortant Dennis Moore (en). Il est élu représentant avec 58,4 % des voix contre 38,7 % pour Moore, profitant notamment de l'impopularité d'Obama.
Avant les élections de 2012, son district est redécoupé en faveur des républicains en perdant la ville universitaire de Lawrence. Lors de l'élection, Yoder rassemble 68,5 % des suffrages face à un candidat libertarien. Il est réélu pour un troisième mandat en 2014 avec 60 % des voix.
Il est candidat à un quatrième mandat en 2016. Les démocrates espèrent pouvoir reprendre ce siège aux républicains grâce à leur candidate Jay Sidie, qui tente de lier le représentant aux impopulaires Sam Brownback (gouverneur de l’État) et Donald Trump (candidat à la présidentielle). Cependant, si Hillary Clinton est donnée gagnante dans le district, Yoder reste largement en tête des sondages. Malgré la courte victoire de Clinton dans la circonscription, Yoder est réélu avec plus de dix points d'avance sur son adversaire démocrate. Lors du 115e congrès, il devient président de la commission sur le budget de la sécurité intérieure.
À la veille des élections de 2018, Yoder est considéré comme l'un des républicains les plus en danger du pays. Face à la démocrate Sharice Davids, il est notamment handicapé par l'impopularité de Trump dans les banlieues modérées comme celles de Kansas City,. Le républicain tente alors de mettre en avant son indépendance et critique Davids pour son manque d'expérience et sa supposée « radicalité ». Alors que la démocrate est donnée gagnante par les sondages, le Parti républicain national cesse de diffuser des publicités en sa faveur,. Le soir de l'élection, Yoder ne réunit que 44 % des suffrages contre environ 54 % pour Davids,.

## Positions politiques
Yoder est un républicain conservateur. Au Congrès, il vote la plupart du temps avec le reste de la majorité républicaine, notamment pour abroger le Patient Protection and Affordable Care Act (la réforme de la santé d'Obama) ou les baisses d'impôts de 2017. À l'approche des élections de 2018, il recentre son message : « Je suis une personne qui croit fermement à nos principes conservateurs. Mais je suis prêt à voter différemment de notre parti. Je suis prêt à m'opposer à notre président ». Il vote ainsi au côté des démocrates pour protéger l'enquête de Robert Mueller en 2018.